# Cultivatie (ontginning)
Cultivatie of ontginning is een reeks van handelingen gericht op het wijzigen van het bodemmilieu en het beheer van de planten die er groeien. Dit geheel van grondbewerking, bewateren, wieden, snoeien en uiteindelijk oogsten zette verschillende keren de domesticatie van planten in gang en het is deze combinatie van cultivatie en domesticatie die landbouw bracht.:6147-48
In het voorportaal van de neolithische revolutie kunnen bepaalde plantensoorten eeuwen of millennia zijn gecultiveerd als aanvulling op het dieet van jager-verzamelaars voordat het tot volledige landbouw kwam. Elk gewas heeft dan zijn eigen geschiedenis en eigen genencentrum:
A center must be established one crop at a time [...]
Schaarste zou de eerste aanzet tot cultivatie zijn geweest. Die schaarste deed zich voor als de draagkracht van de omgeving overschreden werd. Dat kon gebeuren door ecologische veranderingen of als de bevolkingsdruk te hoog werd. Flannery stelde daarop aansluitend dat het juist de marginale gebieden waren waar de mens zijn bestaansmiddelen uit moest breiden en kwam zo tot het model van de breedspectrumrevolutie. Waar eerder groot wild in voldoende calorieën en voedingsstoffen voorzag en de mens concurreerde met toppredators, waren mensen daar gedwongen om af te dalen in de voedselketen naar klein wild en planten. Ook zouden planten uit rijkere habitats geïntroduceerd zijn in die marginale gebieden, waarbij deze cultivatie in de hand werkte dat plantsoorten een evolutie ondergingen. Dit proces van diversificatie zou al geruime tijd voor de werkelijke overgang naar landbouw zijn begonnen in het Laatpaleolithicum.